# Жарылгапберды Жумабайулы
Жарылгапберды Жумабайулы (каз. Жарылғапберді Жұмабайұлы; 1861—1914) — казахский певец, композитор, акын.

## Биография
Жарылгапберды Жумабайулы родился в 1861 году на территории нынешнего Баянауылского района Павлодарской области Республики Казахстан. Происходит из подрода каржас рода суйиндык племени аргын. 
Он довольно хорошо знал восточную поэзию, пел жыры, кисса; славился как отличный охотник, борец-палуан. Преемник творческой традиции Биржам сала. Путешествуя по городам Кокшетау, Петропавловск, Омск, перенимал песни лучших певцов и домбристов, распространял их в Баянауле и на Ертисе. 
В народе широко известна его песня «Тонайкок». Жарылгапберды Жумабайулы — автор множества лирических песен о любви, среди которых сохранились «Шұбартау», «Шама», «Карагөз», «Ардақ». Их исполняли Б. и С. Ержановы, К. Байжанов, Г. Айтбаев. Высокую оценку творчеству Жарылгапберды Жумабайулы дали А. В. Затаевич и А. Жубапов. Творчество музыканта оказало заметное влияние на произведения Иманжусипа Кутпанулы, с которым его связывала крепкая дружба.
Жарылгапберды Жумабайулы умер в 1914 году в родных местах.